# Eurofighter Jagdflugzeug
Eurofighter Jagdflugzeug (Еврофайтер Ягдфлюгцойг) — европейский авиастроительный консорциум координирующий проектирование, производство и модернизацию Eurofighter Typhoon. Включает в себя подразделение EuroJet Turbo разрабатывающее и производящее реактивные двигатели для истребителей.

## История
Основан в 1986 году. Головной офис находится в Халльбергмос, Бавария, Германия.

## Доля участия
Акции Eurofighter Jagdflugzeug распределены среди крупнейших авиастроительных корпораций Европы:
- 46 % EADS:
  - 33 % EADS Deutschland (Германия)
  - 13 % EADS CASA (Испания)
- 33 % BAE Systems (Великобритания)
- 21 % Alenia Aermacchi (Италия)

Двигателестроительный производственный консорциум для производства авиадвигателей к истребителям также был образован в июне 1986 года и инкорпорирован в том же году со штаб-квартирой в Мюнхене, ФРГ, акции были распределены следующим образом:
- 21% Fiat Aviazione
- 33% Motoren- und Turbinen-Union
- 33% Rolls-Royce
- 13% Sener[англ.]